# Сумба (футбольный клуб)
СУй (фар. Sumbiar Ítróttarfelag), широко известный как «Сумба» — фарерский футбольный клуб из деревни Сумба. В 2005 году объединился с клубом ВБ из Воавура, образовав «ВБ/Сумба», позже переименованный в «Сувурой».

## История

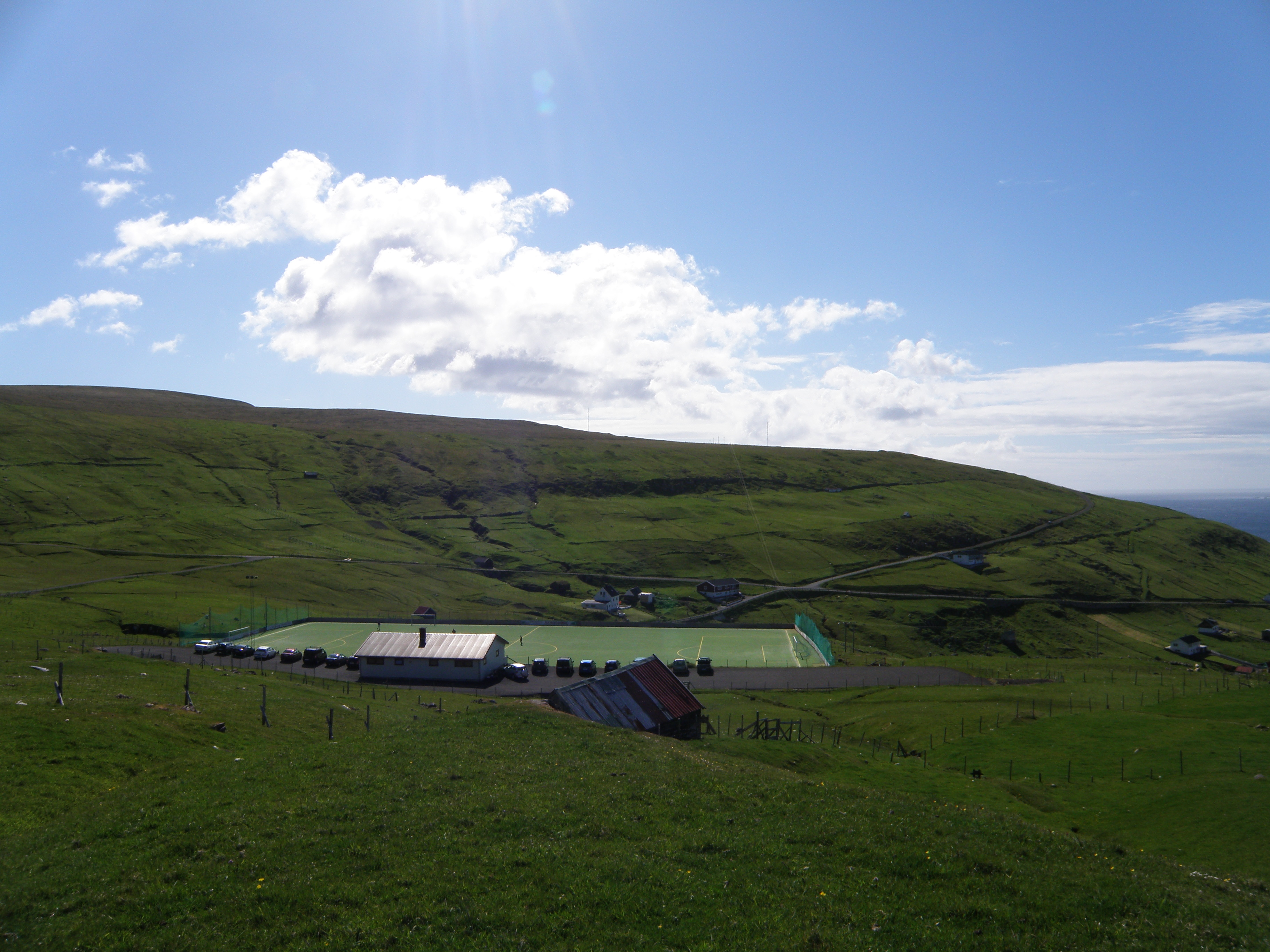
Вид издалека на á Krossinum, домашний стадион клуба.

Основанный в 1940 году, клуб провёл большую часть своего существования в низших лигах фарерского футбола, выиграв 2. deild (3-й по уровню дивизион Фарерских островов) в 1982 году и 1. deild (2-й по уровню дивизион Фарерских островов) в 1997 году. В 1995 году клуб объединился с клубом ВБ из Воавура, образовав «ВБ/Сумба», но слияние продлилось всего один сезон.
В 2005 году клуб снова объединился с ВБ, на этот раз для образования «ВБ/Сумба», который в 2010 году был переименован в «Сувурой».

## Достижения
- 1. deild (2-й по уровню дивизион Фарерских островов): 1
  - 1997
- 2. deild (3-й по уровню дивизион Фарерских островов): 1
  - 1982